# Червов, Николай Фёдорович
Николай Фёдорович Червов (22 ноября 1922 — 28 марта 2013) — генерал-полковник Советской Армии.

## Биография
Родился 22 ноября 1922 года в городе Щеглове. В 1941 году был призван на службу в Рабоче-крестьянскую Красную Армию. Участвовал в боях Великой Отечественной войны. После её окончания продолжил службу в Советской Армии. Окончил Военную академию имени М. В. Фрунзе и Военную академию Генерального штаба ВС СССР. Долгое время преподавал в Военной академии имени М. В. Фрунзе. С 1969 года служил в Генеральном штабе Вооружённых Сил СССР. С 1979 года был начальником Договорно-правового управления Генерального штаба Вооружённых Сил СССР. На этой должности принимал активное участие в разработке позиций Советского Союза в отношении ограничения и сокращения стратегических наступательных вооружений и обеспечения безопасности.
Кандидат военных наук, доцент. Избирался делегатом большого количества конференций, симпозиумов, совещаний, в том числе и международных. Автор большого количества военных трудов, публикаций по военно-политическим проблемам (в том числе и в зарубежной печати).
Умер 28 марта 2013 года.

## Награды
Был награждён орденами Октябрьской Революции, Отечественной войны 1-й степени, Красной Звезды, Трудового Красного Знамени и рядом медалей.

## Труды
- Оборона дивизии в крупном городе: диссертация;
- Ядерный круговорот;
- Ядерный круговорот: что было, что будет. — М.: Олма-пресс, 2001;
- Провокации против России. — М.: Олма-пресс, 2003;
- На выходе из «холодной войны»;
- Россия в условиях глобализации.

Автор ряда статей в журналах «Военная Мысль», «Обозреватель» и др.